# Hyaleucerea sororia
Hyaleucerea sororia là một loài bướm đêm thuộc phân họ Arctiinae, họ Erebidae.